# グランド・オール・オプリ

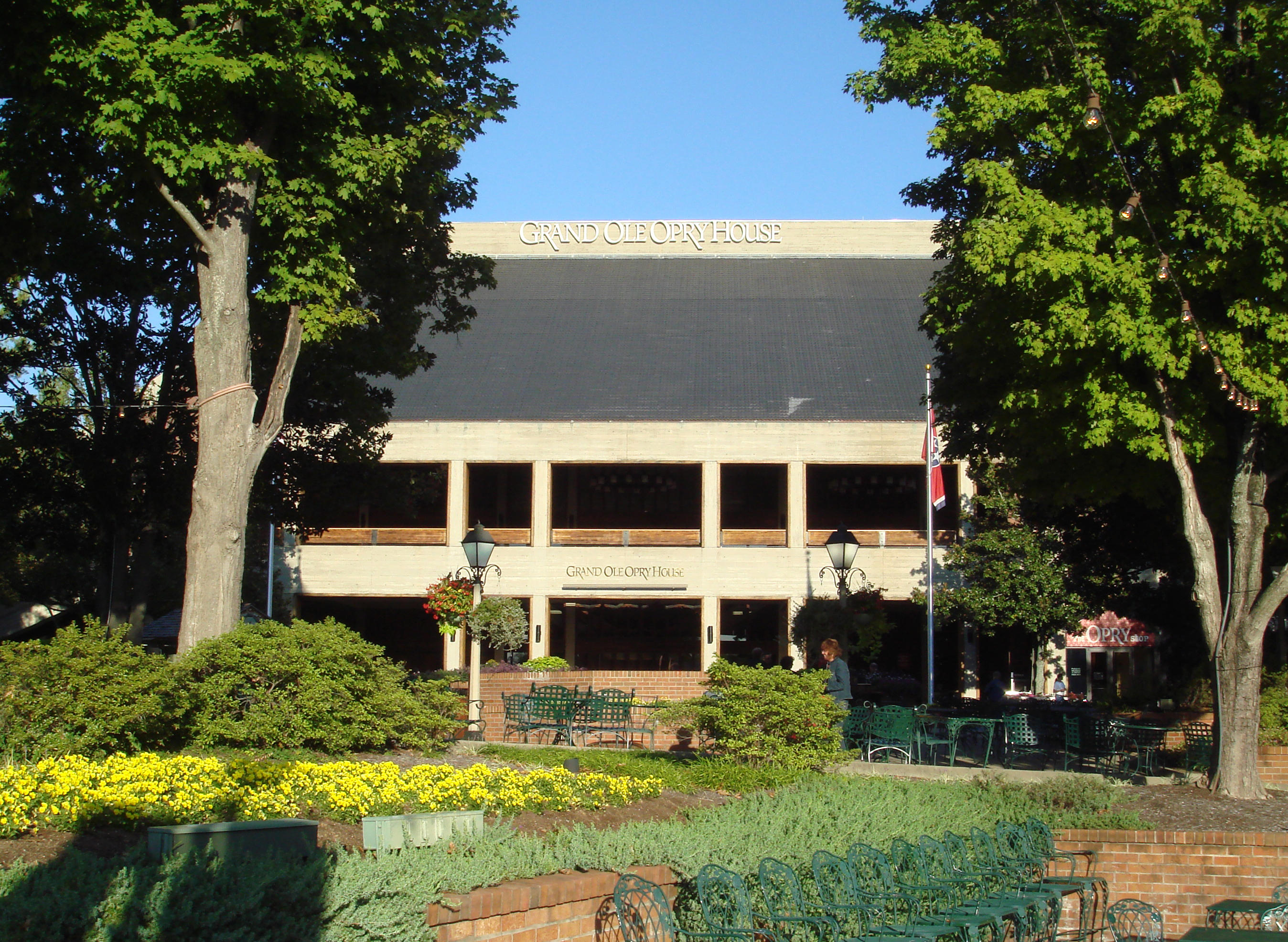
Grand Ole Opry House

『グランド・オール・オプリ』 (Grand Ole Opry) は、アメリカ合衆国テネシー州ナッシュヴィルのラジオ局WSMの毎週土曜夜のカントリー・ミュージックの公開ライブ放送のラジオ番組であり、グレート・アメリカン・カントリー(GAC)ネットワークでTV放送化された番組。1925年11月28日からWSMで放送開始され、現在でも続いているアメリカ最古の番組である。
カントリー・ミュージック、およびその歴史を存続させるため、オープリーではカントリー、ブルーグラス、フォークソング、ゴスペルの巨匠や現代のヒットチャートに入っている者を取り混ぜ、コメディ、寸劇などのパフォーマンスも行なう。アメリカのアイコンと考えられており、世界中から何十万もの観客が集まり、何百万もの人々がラジオやインターネットで聴いている。オープリーは「カントリー・ミュージックを有名にした番組」とされ、「アメリカン・ミュージックの本拠地」または「カントリーの最も有名な舞台」と呼ばれる。
グランド・オール・オープリーはRyman Hospitality Propertiesによって所有される。
1930年代、番組はプロを雇い、これまで1時間番組だったのが4時間となり、WSMは当時5万ワットで土曜の夜に30州近くに放送していた。1939年、NBCラジオにより全米放送開始。1943年、ライマン公会堂を常設活動拠点とした。これらの発展により、ナッシュビルはアメリカの「カントリー・ミュージックの首都」となった。
オープリーのメンバとなることは、カントリー・ミュージック界において最高の功績の1つとされる。ハンク・ウィリアムズ、パッツィ・クライン、ロイ・エイカフ、カーター・ファミリー、ビル・モンロー、アーネスト・タブ、キティ・ウェルズ、ミニー・パールなどの巨匠がオープリーの舞台にレギュラー出演した(ただしウィリアムズはたびたび酒に酔っ払って出演したために1952年に出演禁止となった)。近年はドリー・パートン、ガース・ブルックス、リーバ・マッキンタイア、ジョシュ・ターナー、キャリー・アンダーウッド、ブラッド・ペイズリー、ラスカル・フラッツ、ダークス・ベントリー、ケリー・ピックラー、ディキシー・チックスなどのコンテンポラリー・カントリーのスターも出演している。1974年から、ナッシュビルのダウンタウンより東側のグランド・オール・オープリー・ハウスから放送され、ラジオ番組に加え時々テレビ放送もされる。

## 歴史
『グランド・オール・オプリ』は、ナッシュヴィルのダウンタウンの、National Life & Accident Insurance Companyという保険会社に新しく作られた第5スタジオでスタートした。 最初のショウの演奏者は当時77歳のフィドル演奏者、アンクル・ジミー・トンプソンだった。アナウンサーは番組のディレクターでもあったジョージ・D・ヘイ、別名「The Solemn Old Judge(ソロモンの老判事)」。彼はこの時30歳でしかも判事ではなかったが、シカゴの通信販売会社シアーズ・ローバックが所有するラジオ局WLS  で1924年4月に開始されたフィドルとスクエアダンスの番組、「National Barn Dance(全米バーン・ダンス)」ですでに人気を博しており、この分野のパイオニアだった。
初期にレギュラー出演していたバンドには、ポッサム・ハンターズ、フルート・ジャー・ドリンカーズ、クルーク・ブラザース&グリー・ジャンパーズなどがいた。彼らは順番に演奏したが、しかしヘイ判事はフルート・ジャー・ドリンカーズがお気に入りで、いつも毎回番組の最後を締める「red hot fiddle playing」のコーナーにもう一度登場させた。ヘイ判事は、開始当初から出演者を田舎風の愛称で呼び、女性にはあごひものついた帽子にエプロン、男性にはオーバーオールにチェック柄のシャツを着せて、農場にいるかのような演出をつけた。
1926年、数曲のレコードを出してボードビルショーを巡回していたテネシー州のバンジョー奏者、アンクル・デイヴ・メイコンは、番組で最初のスターとなった。番組名はもともと「バーン・ダンス(Barn Dance)」だったが、正式にグランド・オール・オプリに決まったのは1927年の12月だった。当時この番組は、全国ネットのNBCの、クラシック音楽やオペラなどの教養音楽を流す番組の直後に放送されていた。番組のオープニングで、蒸気機関車の音の後に「ハーモニカの天才」デフォード・ベイリーが彼のクラシック・トレイン・ソング、「パン・アメリカン・ブルース(The Pan American Blues)」を演奏すると、ヘイ判事が南部訛りでコメントする。「グランド・オペラはいかがだったでしょうか。ここから数時間はグランド・オール・オプリをお楽しみ下さい」。これ以来、その名前は番組名として今日も使用されている。
公開番組の聴衆は増えて、会場を数度変更し、1943年にはライマン劇場へ移動した。1954年10月2日、まだ10代のエルヴィス・プレスリーがショーに最初で唯一の出演を果たした。「ケンタッキーの青い月」を、その曲の作曲者で当時レギュラー出演者だったビル・モンローの前で演奏した。モンローはそのアレンジに怒り出すとプレスリーは思ったが、逆に感心された。司会者のジム・デニーは、プレスリーに「メンフィスに戻ってトラックの運転手をやり直した方がいい」と言ったといわれている。

### 1960年代
1960年代、ヒッピー反体制文化の広がりにより、オープリーは長髪を受け入れない保守的で道徳的な立場を保持していた。カントリーロック先駆者のグラム・パーソンズが当時メンバーであったバーズはアルバム『ロデオの恋人』のためにナッシュビルにやってきた。このバンドのレコードレーベルのコロムビア・レコードは1968年3月15日にライマン公会堂で演奏できるようアレンジし、パーソンズはこれを楽しみにしていた。しかしながら観客の声援に応え舞台に登場しようとした途端に出演を止められ、客席からはヤジ、ブーイング、「歌え、歌え」とのコールが起こった。トムポール・グレイサーに曲紹介されたマール・ハガードの『Life in Prison 』のカバーを歌う予定であったが、怒った彼らは代わりに『Hickory Wind 』を歌った。

### オープリー・ハウス
1974年、その後はナッシュビルのダウンタウンの9マイル (14 km)東に4,400席のグランド・オール・オープリー・ハウスが建設され、ショーも移動した。2年前に開業したオープリーランドUSAというテーマパークに隣接。オープリー・ハウス開幕日の3月16日、リチャード・ニクソン大統領が来訪し、ピアノで何曲か演奏した。ライマン公会堂のオーク材の舞台を直径6フィート (1.8 m)の円形に切抜き、新しいオープリー・ハウスの舞台にはめ込んだ。
テーマパークのオープリーランドUSAは1997年に閉鎖され、オープリー・ミルズ・モールとして生まれ変わり、オープリー・ハウスはそのまま存続し、新しい施設に合併。北米最大のカジノのないホテル、ゲイロード・オープリーランド・リゾート・アンド・コンベンション・センターが建てられた。現在も世界中のファンが、オープリーの音楽を見にナッシュビルに観光に来ている。現在『グランド・オール・オープリー』は、ライマン公会堂の年に一度の冬季公演を除き、グランド・オール・オープリーで週に数回公演が行なわれる。

### 2010年の洪水
2010年5月、オープリー・ハウスはテネシー洪水によるカンバーランド川沿岸決壊によりナッシュビル全域同様浸水被害を受けた。復旧作業中、ナッシュビル市内の会場を一時的に使用し、多くの公演はライマン公会堂で行なわれた。また以前オープリーを公演していた戦争記念館の他、TPACのアンドリュー・ジャクソン・ホール、ナッシュビル市民会館、リプスコム大学のアレン・アリーナ、トゥ・リヴァーズ・バプティスト教会などが使用された。2010年9月28日、オープリーがグランド・オール・オープリー・ハウスに戻り、特別番組『カントリー・カムズ・ホーム』としてグレート・アメリカン・カントリーでテレビで生放送された。この日はオープリーの歴史的な日の1つとなった。マルティナ・マクブライドとコニー・スミスはスミスの『Once a Day 』をデュエットし、ディークス・ベントリーとデル・マクーリーは『Roll On Buddy, Roll On 』、ジョシュ・ターナーとロリー・モーガンは『Golden Ring 』、モンゴメリー・ジェントリーとチャーリー・ダニエルズ・バンドは『The Devil Went Down to Georgia 』を演奏するなど数々のコラボレーションが行なわれた。この公演はブラッド・ペイズリー、キース・アーバン、スティーヴ・ウォリナー、リッキー・スキャグス、マーティ・スチュアートのオールスター・ギター・ジャムで幕を閉じた。

## 文化、経済的側面
あらゆる面において、オプリはアメリカのカントリー音楽の登竜門と定義されている。新人、スーパースター、伝説の人を問わず、数百の演奏家が出演した。グランド・オール・オプリに出演することは、カントリー音楽のエリートであることを意味していた。番組開始当初は出力も小さく、ナッシュビル発の電波を受信できるような地域では、オプリは例外として早朝か昼に放送されることが一般的で、それは聴取者が主に農家であったことによる。アパラチアの山村の農民たちは、土曜の夜のオプリを聞くために、数マイル離れたラジオのある家に集まって熱心に聞いた。特に、辺境の地に住むミュージシャンはその一流のミュージシャンたちの演奏技術を盗もうと耳をそばだてて聞いた。チェット・アトキンスもオプリを聞いて独学でギターを学んだ一人である。
オプリでは出演者へのギャラはないこともしばしばで、演奏者たちは、代わりに自分達のツアーやコンサートの告知ができればいいと思っていた。しかし、やがて出演者たちは、隔週でレギュラー出演するとしても、年に少なくとも26回はナッシュビルで番組にノーギャラで出ることが重荷になっていった。このため、1960年代中期には出演料が出されることになり、落ちていた番組の質は向上した。
長年、グランド・オール・オプリへの出演はカントリー音楽のスターへの道と考えられていたが、1970年代終わりと1980年代前半には、かつてのスターしか出演しなくなったため、「古くさいお遊び」として見放されるようになった。特にドラムとエレキ楽器の使用がされなかったという点では、新しくて若いカントリーロックのアーティストは出演できなかった。保守的なカントリー音楽の伝統を守っていることで、よくも悪くも、オプリは長年続けることができたとも言える。
2004年9月、グランド・オール・オプリはカントリー料理のチェーンレストラン、クラッカー・バレルを提供スポンサーに迎え、「グランド・オール・オプリ presented by クラッカー・バレル」となった。

## 放送
『グランド・オール・オープリー』は中部標準時で土曜夜7時よりWSM-AMで生放送されている。以前は6時半からだったが短縮された。同様の番組として『フライデー・ナイト・オープリー』が金曜夜に生放送される。3月から12月、『チューズデー・ナイト・オープリー』も生放送される。
オープリーでの演奏は『Willie's Roadhouse 』(XM Satellite Radio チャンネル56、Sirius チャンネル64)でも聴くことができる。1週間の総集編として『アメリカズ・オープリー・ウィークエンド』が全米のシンジケーションで放送される。またこの番組はWSMのウエブサイトでも聴くことができる。
1955年よりABCは月に1度『グランド・オール・オープリー』を放送。1978年から1981年、PBSはテレビで生放送していた。1985年、The Nashville Network は『グランド・オール・オープリー・ライヴ』として30分に編集した番組を放送していたが、カントリー・ミュージック・テレビジョンに移動し1時間番組に変更され、その後ケーブルテレビのグレート・アメリカン・カントリー(GAC)に移動したが、現在休止中である。

## メンバーシップ
Category:グランド・オール・オープリー・メンバー 参照
カントリー・ミュージックの老舗、本場であり不朽の殿堂でもあるグランド・オール・オープリーのメンバーになることは、カントリー界のエリートと認められることと同等である。様々な意味でオープリーのアーティストやレパートリーはアメリカのカントリー・ミュージックに定義される。新人、スーパースター、巨匠など何百もの演奏者がゲスト・メンバーとして長年演奏してきている。
オープリーのメンバーシップはただ獲得するだけでなく、現役でいる限り最前線で活躍し続けねばならない。オープリーのメンバーであるアーティストが亡くなった場合、もはやグランド・オール・オープリーの常任メンバーではないとされる。しかしながら、2003年にハンク・ウィリアムズ没後50周年が開催され息子のハンク・ウィリアムズ・ジュニア、孫のハンク・ウィリアムズ3世が出演する特別イベントが行なわれるなど影響力はそのままである。

## 論争
1963年4月、オープリーのマネージメントは、メンバーシップを保つためには年間最低26公演に出演すべきという規則を発表。1964年1月、その数は20公演に下げられ、2000年には12公演にまで下げられた。年月をかけて最低公演数は下げられたが、メンバーであるアーティストは献身的に頻繁に出演することが要求される。
長年続いてきた他の論争は、ドラムや電気系楽器の使用に関してである。何人かの純正主義者は伝統的にカントリー・ミュージックのリズムを取るのはコントラバスで、打楽器はめったに使わないと考えていた。1940年代、当時新しかった電気系楽器はポピュラー・ミュージックやジャズで使用されていた。オープリーでは第二次世界大戦期にはエレクトリック・ギターやスティール・ギターは容認されたが、ドラムや管楽器の制限は継続していた。ボブ・ウィルズやピー・ウィー・キングはこのドラム規制に反抗。この規制は新規や若いファンの多かったウェイロン・ジェニングスなど多くのアーティスト達を苛立たせた。長い期間をかけてこれらの制限は取り除かれ、多くの古参の伝統主義者のファンを遠ざけることとなったが、長い目で見てオープリーの存続を考慮すると最善の選択であったとされる。
2010年にカントリー歌手のチェリー・ライトが同性愛者であることをカミングアウトしてからオープリーに出演していない。彼女のドキュメンタリー『Wish Me Away 』で、クリスチャンがファンの大部分を占めるカントリー・ミュージック界では同性愛者に対しどれだけ拒絶的であるかを語った。

## 商標およびスポンサー
「グランド・オール・オープリー」の名を商標登録しており、オープリーのメンバー、独自の商品あるいはライセンス商品にのみに使用を制限している。1968年後期、WSMは、WSMから独立したレコード会社であるオープリー・レコードを訴え、仮差し止め命令で勝訴。しかし最終的にWSMはレコード会社オーナーに対する法的立場を失った。レコード会社の弁護士は、WSMの経営は「グランド・オール・オープリー」という言葉を使用することはできるが順番や組み合わせはこのままに限り、「グランド」や「オール」は使用可であるが「オープリー」を個別に使用するのは不可であると主張。だが他の音楽公演に「オープリー」の名を付けることは許可された。
2004年、『グランド・オール・オープリー』は初めて提供スポンサーを迎えることが発表され、クラッカー・バレルが『グランド・オール・オープリー』の名と共に社名が記載されることとなった。現在、Humana 、クラッカー・バレル、ダラー・ジェネラルがスポンサーとなっている。

## 日本人出演者
- 1960年5月7日、大野義夫[30]
- 1964年11月[31]、2015年4月28日[32]、トミ藤山
- 1971年7月31日、ブルーグラス45[33]

## 受賞歴
- 1983年、ピーボディ賞
- 1992年、アメリカ・ラジオ殿堂（英語版）

## 参照
- カントリーミュージック協会
- カントリー・ミュージック殿堂博物館
- ゲイロード・オープリーランド・リゾート・アンド・コンベンション・センター
- ルイジアナ・ヘイライド

## 脚註
1. ↑  “Radio – Long Players”.   Guinness World Records. 2010年4月4日閲覧。
2. ↑  “NRK article - Barnetimen er gammaldags (The 'Childrens-hour' is old-fashioned) (norwegian)”.   Norsk RiksKringkasting. 2010年8月27日閲覧。
3. 1 2  “About The Opry”. Grand Ole Opry.   Gaylord Entertainment. 2010年1月26日閲覧。
4. ↑  “Grand Ole Opry”. Gaylord Opryland.   Gaylord Hotels. 2010年1月26日閲覧。
5. ↑  “Music/Grand Ole Opry”.   The Radio Hall of Fame. 2010年1月26日閲覧。
6. ↑  “Country Music History”. Country Music Hall of Fame and Museum.   Country Music Foundation, Inc.. 2010年1月28日閲覧。
7. ↑  WSMは保険会社が所有するラジオ局で、「We Shield Millions(私たちは億千万人を保障します)」の頭文字だった。
8. ↑  WLSとは、「Wolrd's Largest Store(世界最大の店)」の略。
9. ↑  "For the past hour, we have been listening to music taken largely from Grand Opera. From now on we will present the 'Grand Ole Opry.'"
10. 1 2 3  Rogan, Johnny. (1998). The Byrds: Timeless Flight Revisited. Rogan House. ISBN 0-9529540-1-X
11. ↑  Fricke, David. (2003). Sweetheart of the Rodeo: Legacy Edition (2003 CD liner notes)
12. 1 2 3 4 5  National Register of Historic Places Registration Form: Grand Ole Opry House
13. ↑  National Park Service (9 July 2010), "National Register Information System", National Register of Historic Places, National Park Service
14. ↑  Hurst, Jack Nashville's Grand Ole Opry (New York: H.N. Abrams, 1975)
15. ↑  http://search2.opry.com/?view=events
16. 1 2  “Tune In”.   Grand Ole Opry. 2012年12月9日閲覧。
17. ↑  Fay, Byron. “First Televised Opry Show on PBS-March 4, 1978”.   FayFare's Opry Blog. 2012年12月9日閲覧。
18. ↑  “History of the Opry”.   Grand Ole Opry. 2012年12月9日閲覧。
19. ↑  “GAC's Presents Opry Live”.   GAC (Great American Country). 2012年12月9日閲覧。
20. 1 2  “Four Dropped From 'Opry' To Return on Christmas”. Billboard:  50. (November 27, 1965).
21. 1 2  Morris, Edward (2000年4月20日). “Grand Ole Opry Looking Toward Building Its Audience”.   CMT/CMT News. 2012年12月9日閲覧。
22. ↑  Kienzle, Richard. (2003). Southwest shuffle: pioneers of honky-tonk, Western swing, and country jazz. New York: Routledge. pp. 254-257.
23. ↑  Hall, Wade. (1998). "Pee Wee King". In The Encyclopedia of Country Music. Paul Kingsbury, Editor. New York: Oxford University Press. pp. 283–4.
24. ↑  “WSM Back in Court Again - Files 2d Suit Over Name”. Billboard 81 (21):  51. (May 24, 1969).
25. 1 2  “WSM, INCORPORATED, Appellant, v. Dennis E. HILTON and Country Shindig Opry, Inc., Appellees”.   United States Court of Appeals, Eighth Circuit (1984年1月12日). 2012年12月9日閲覧。
26. ↑  “Opry Records Sued For Infringement”. Billboard 80 (50):  29. (December 14, 1968) 2012年12月9日閲覧。.
27. ↑  “WSM, INC. V. BAILEY”.   FindACase (1969年3月21日). 2012年12月9日閲覧。
28. ↑  Lovel, Jim (2004年12月20日). “Cracker Barrel Reloads Marketing Arsenal”.   AdWeek. 2012年12月9日閲覧。
29. ↑  “Sponsors”.   Grand Ole Opry. 2012年12月9日閲覧。
30. ↑  http://www.yoshio-ohno.jp/profile/profile_index.shtml
31. ↑  http://www.tomifujiyama.com/jp/history/index.html
32. ↑  https://ameblo.jp/tomifujiyama1205/entry-12021540936.html
33. ↑  https://bluegrassunlimited.com/article/bluegrass-45-50-years-ago-this-week-week-7/

## 参考
- en:Grand Ole Opry14:53, 15 May 2007の版より
- 「ロックを生んだアメリカ南部 ルーツ・ミュージックの文化的背景」(NHKブックス)
- 「エルヴィス・プレスリー 世界を変えた男」(文春新書)